# محمد عبدالرحمن (بازیکن فوتبال)
محمد عبدالرحمن (انگلیسی: Mohammed Abdurahman؛ زادهٔ ۱۱ آوریل ۱۹۸۵) یک ورزشکار است.